# Baccharomyia ornaticornis
Baccharomyia ornaticornis är en tvåvingeart som först beskrevs av Jean-Jacques Kieffer och Jorgensen 1910.  Baccharomyia ornaticornis ingår i släktet Baccharomyia och familjen gallmyggor. Inga underarter finns listade i Catalogue of Life.